# Шалвірій-Векі
Шалвірій-Векі (рум. Șalvirii Vechi) — село у Дрокійському районі Молдови. Адміністративний центр однойменної комуни, до складу якої також входять села Чапаєвка та Ілічовка.

## Населення
За даними перепису населення 2004 року у селі проживали 518 осіб.
Національний склад населення села:
| Національність | Кількість осіб | Відсоток |
| -------------- | -------------- | -------- |
| українці       | 399            | 77,0%    |
| молдавани      | 99             | 19,1%    |
| росіяни        | 18             | 3,5%     |
| болгари        | 2              | 0,4%     |
| Всього         | 518            | 100%     |